# شرايين هدبية أمامية
شرايين هدبية أمامية (بالإنجليزية: Anterior ciliary arteries)‏‏ هو شريان يتفرعُ من شريان عيني.